# N 20 (Ukraine)
Die N 20 (kyrillisch Н 20) ist eine ukrainische Fernstraße „nationaler Bedeutung“. 
Sie führt von Slowjansk über Kramatorsk, Druschkiwka, Kostjantyniwka, Makijiwka, Donezk, Wolnowacha nach Mariupol.
Von 1998 bis 2006 wurde sie unter der Bezeichnung F19 geführt.